# Clément d'Astanières
Eugène Nicolas Clément d'Astanières, né à Paris le 2 mars 1841 et mort à Capbreton le 30 janvier 1918, est un militaire et sculpteur français.

## Biographie

### Formation et carrière militaire
Le comte Clément d'Astanières appartient à une ancienne famille du Languedoc située à Pézenas (Hérault). Dès sa jeunesse, il se passionne pour les arts (peinture, sculpture et musique) au grand étonnement de sa famille de tradition militaire. Par contre, il se retrouve avec son père pour la pêche et la chasse.
Clément d'Astanières suit des études brillantes à Paris, puis se dirige vers la carrière des armes. 
En 1860, il intègre le 2e régiment de hussards et part en garnison à Vienne. Il va ensuite à l'École de cavalerie de Saumur, à Thionville puis à Pont-à-Mousson. Entré à Saint-Cyr, il en sort en 1864 (promotion du Mexique). Il y trouve un grand nombre de sujets de modèles. Il est fiancé avec une jeune Lorraine issue d'une famille illustre, Marie Mathilde Charlotte Jeanne de Pange.
Mais la Guerre franco-allemande de 1870 éclate quelques jours avant le mariage qui est remis. Le 27 juillet, il part en compagne avec le maréchal Bazaine. Il est grièvement blessé dans la bataille de Mars-la-Tour près de Metz le 16 août 1870 — où il est attaqué par erreur par les troupes françaises — et il est fait prisonnier par les Allemands. Il est rapatrié le 18 mars 1871 affaibli par ses blessures qui le handicaperont toute sa vie. Sa fiancée, qui le croyait mort, a du mal à le reconnaître. Il doit cependant reprendre du service pour la répression de la Commune de Paris. Il en obtiendra la Légion d'honneur (chevalier le 24 juin 1871 puis officier le 9 juillet 1895).
Il épouse enfin le 27 juin 1871 Mathilde de Pange (1845-1930), petite-fille du maréchal Lobau. Ce mariage mondain donne lieu à un compte-rendu du Figaro. Le couple n'aura pas d'enfant. 
Peut-être en raison de son coup de sabre à la tête, il fait preuve d'un caractère fantasque, tant dans sa vie personnelle que dans sa carrière militaire.
En 1875, en raison des séquelles de ses blessures, il se considère comme inapte au service de l'armée et donne sa démission pour se consacrer tout entier à la passion artistique qui ne l'a jamais quittée. Il était déjà élève du sculpteur Georges Clère, avec qui il avait fait ses premiers travaux. Son premier envoi au Salon des artistes français, Le Gymnasiarque, date de 1873. 
Puis il devient l'élève du sculpteur Alexandre Falguière. Dans son atelier on travaille indifféremment tous les matériaux, l'argile, la pierre, le plâtre ou le marbre, ce qui plaît à d'Astanières. Le maître et l'élève deviendront une paire d'amis malgré leurs différences : autant Falguière est un personnage mondain[réf. nécessaire], autant d'Astanières se découvre être un gentleman farmer décontracté. Il partage son temps entre Paris (il habite au 25, rue Las-Cases), et Montiers (Oise), dans le château offert par son père, où il a une exploitation agricole, un gros élevage de porcs et bovins qu'il présente aux concours agricoles.
En 1879, d'Astanières, châtelain de Montiers, devient, à la suite de son père, maire de cette commune. Il agira activement au moment de la construction de la voie ferrée de Paris à Saint-Just-en-Chaussée.

### Carrière artistique

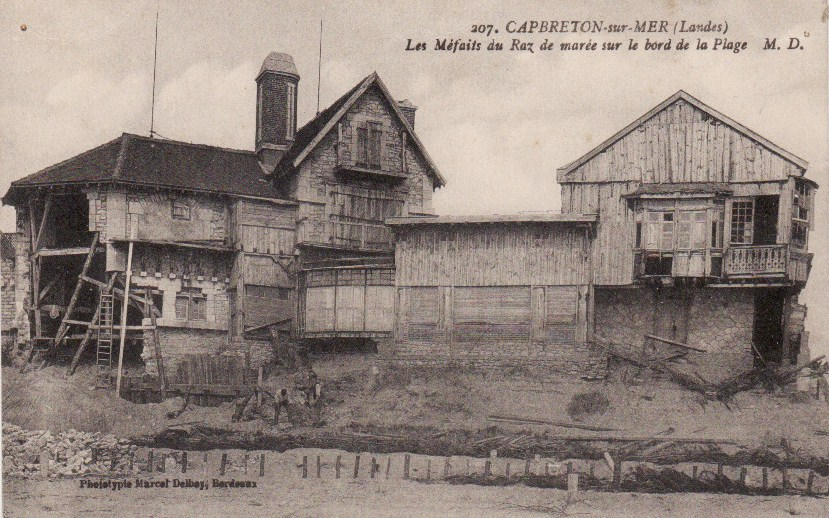
Maisons de Clément d'Astanières sur la plage de Capbreton vers 1920, carte postale.

À partir de cette époque il cumule les diplômes et récompenses pour les concours agricoles et pour ses œuvres artistiques. Au Salon des artistes français, il reçoit des médailles et devient vite hors concours, membre du jury. Au salon de 1882, avec L'Espiègle, sa première médaille d'or lui est remise. L'Espiègle entre dans les collections nationales et est conservé au ministère de l'Industrie. Il reçoit deux autres médailles pour une étude sur des cordages en fibres d'orties en 1895 et 1896, preuve de son éclectisme.
Il présente le marbre du Jongleur au Salon de 1887, puis envoie un bronze intitulé Acrobate au Salon de 1889. À l'Exposition universelle de Paris de 1889, il reçoit une médaille de bronze pour la présentation du Pêcheur à la ligne. Il expose à Moscou en 1891, à l'Exposition universelle de 1893 à Chicago et reçoit de nombreuses récompenses. Il expose le marbre du Moine blanc au Salon de 1898 et obtient une médaille d'honneur à l'Exposition universelle de 1900. Son passé de militaire lui vaut de nombreuses commandes de soldats et le Tout-Paris lui demande des portraits.
Comme il est paroissien de l'église Sainte-Clotilde à Paris, où son épouse est toute dévouée aux bonnes œuvres, il est amené à l'orner abondamment. Il a sculpté pour le banc d'œuvre Omnipotentia Supplex (La toute-puissance suppliante) en pierre, que l'on retrouve à Capbreton. Il a aussi réalisé des bas-reliefs dont une la réplique se trouve sous le porche de l'église de Capbreton.
Il voyage en suivant les bords de la mer pour laquelle il a une attirance particulière. Il a peint une série d'aquarelles, de la Hollande jusqu'à l'Espagne. Il est en compagnie d'un jeune garçon, Arthur Pierre Gillet, qui lui sert de modèle depuis l'âge de 16 ans et deviendra son fidèle secrétaire et régisseur. Celui-ci a pris la suite de son frère Georges, initialement au service de l'artiste, mais mort dans sa jeunesse de la typhoïde. 
Vers 1897, d'Astanières découvre Capbreton, dans les Landes. Il aurait alors été logé sur la place de la Mairie par Mme Loube qui accueillait des hôtes de passage. Séduit, il partage désormais son temps entre Capbreton, Paris où il a gardé son atelier et le château de Montiers.
En 1900, la mort de Falguière avec lequel il a continué à travailler, marque un grand tournant dans sa vie. Un peu dépressif, épris de solitude, souffrant de rhumatismes, séquelles de ses blessures, il recherche la chaleur et décide de s'installer dans ce désert qu'il a découvert au bord d'une mer sauvage à Capbreton.
Il vend le château de Montiers et achète en bord de mer à Capbreton, une trentaine d'hectares de sables sur un quartier de dunes qu'il baptisera « La Savane ». Il y fait bâtir en 1901 la maison « les Épaves », puis « les Gourbets » où il installe une sorte de palombière et une écurie à étage d'où ses chevaux pourront contempler l'océan.

### À Capbreton

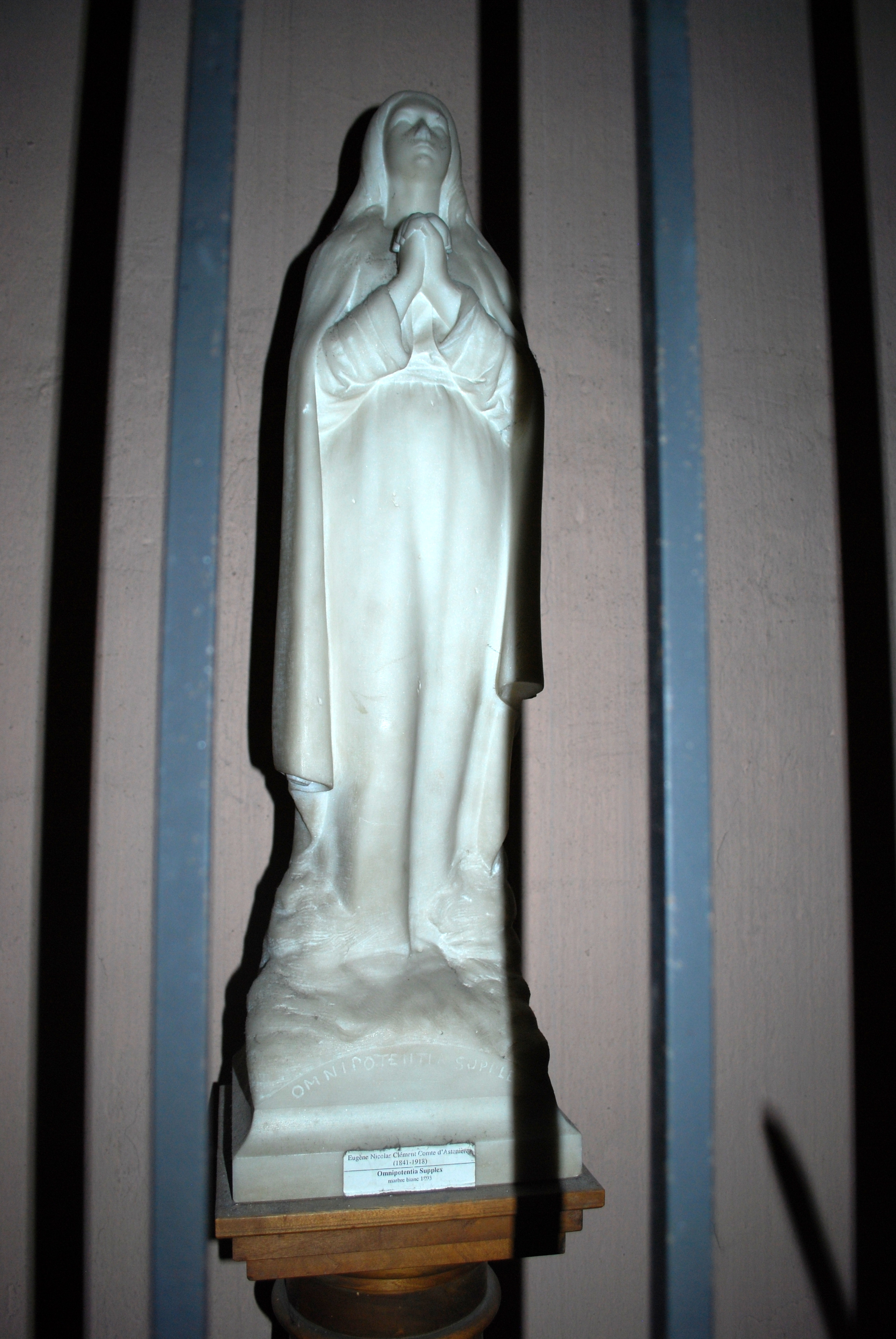
Vierge Omnipotentia Supplex (1903), marbre, église Saint-Nicolas de Capbreton.

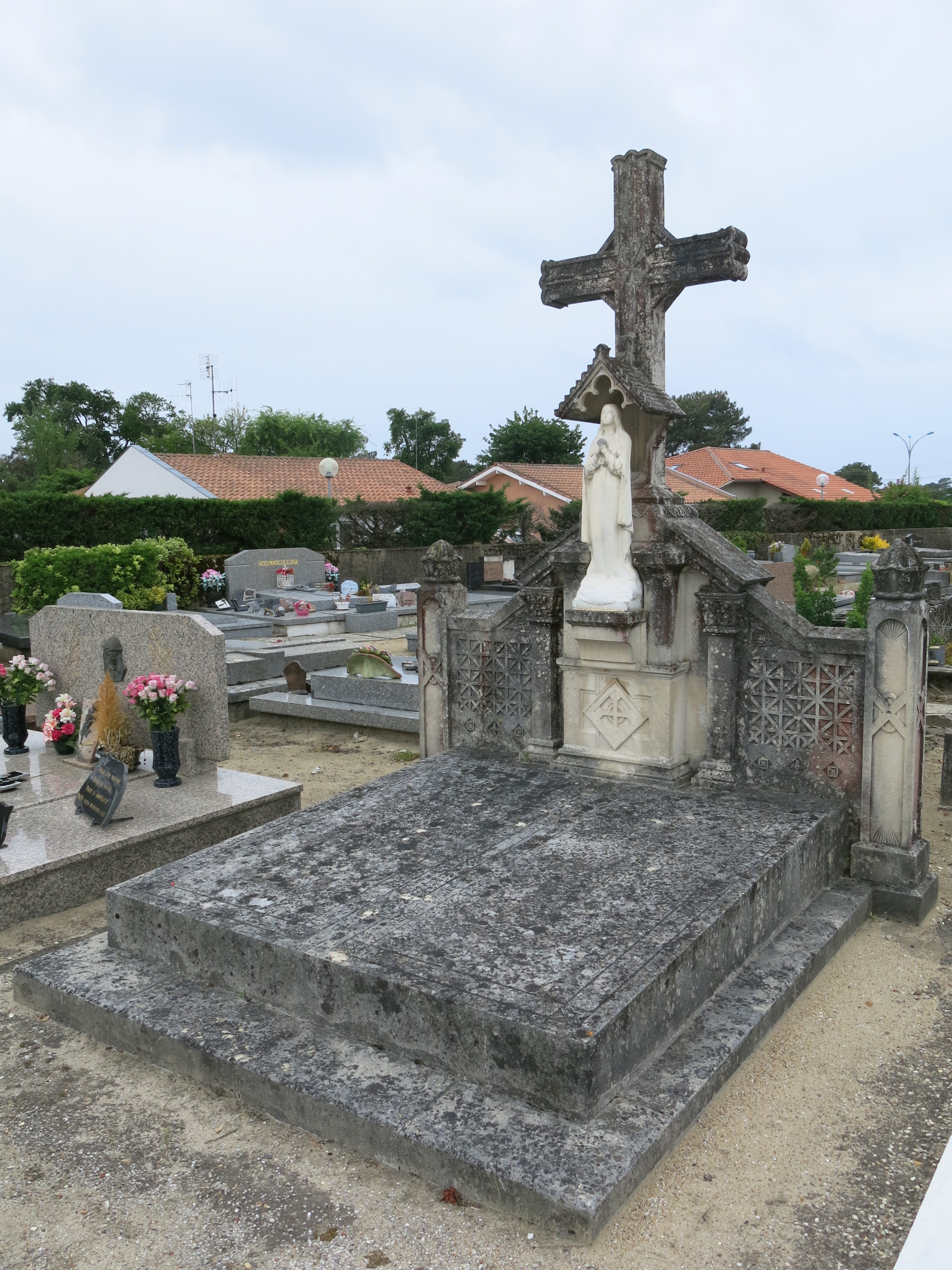
Tombe de Clément d'Astanières au cimetière de Capbreton.

Peu à peu, Clément d'Astanières gagne sur les sables du terrain pour l'installation de sa propriété, avec des cultures diverses, de la vigne ou des plantations des pins, fixant la dune avec des oyats. La propriété s'agrandit d'une ferme avec laiterie où il fabrique lui-même son fromage, une maison avec atelier, la « Tataya ». Un circuit de tramway avec une voiture tirée par des vaches fait même le tour de la propriété.
Clément d'Astanières est à la fois généreux avec ses proches et désargenté. Il fait preuve de non-conformisme dans toute sa vie pratique. Son épouse a demandé en 1886 une séparation de biens. Elle vit dans ses propres appartements avec de beaux meubles, contrastant avec l'ornementation intérieure du reste de la propriété constituée d'objets ramassés sur la plage de Capbreton. Elle s'occupe des animaux de la propriété et d'œuvres pieuses.
En 1912, Clément d'Astanières sauve un baigneur en difficulté sur la plage de Capbreton. 
Il meurt à Capbreton le 30 janvier 1918 à la suite d'un refroidissement contracté à la chasse aux canards. Il est inhumé, selon sa volonté, au cimetière de Capbreton. Sa veuve a fait don de nombreuses œuvres à l'église de cette commune. Le 23 septembre 1930, sa veuve meurt au château de Pange. Elle repose aussi au cimetière de Capbreton. Leur tombe commune est surmontée de sa Vierge Omnipotentia Supplex du plus pur style sulpicien.
Les maisons d'Astanières furent gravement endommagées par le raz-de-marée de 1938, puis par les Allemands pendant la Seconde Guerre mondiale et lors de leur retraite en 1944. Les derniers vestiges disparurent en 1977 au profit d'opérations immobilières comme la construction de la résidence « Le Grand Large » sur le front de mer.
Une rue de Capbreton, en bordure de l'emplacement de ses anciennes propriétés porte le nom de rue d'Astanières.
L'église Saint-Nicolas conserve quelques œuvres de Clément d'Astanières :
- 178 plaques en terre cuite qui ornent sur trois rangs les murs de la nef, avec des milliers de noms, ceux des Capbretonnais enterrés dans l'église depuis 1533 jusqu'en 1752. C'est sa dernière œuvre de longue haleine qui sera interrompue par sa mort. Il avait commencé ce travail en 1912. Après lui, le Danois Svend Steenstrup achèvera la série sur des plaquettes de bois[3] ;
- des bas-reliefs, répliques de ceux de la chapelle des catéchismes de la basilique Sainte-Clotilde de Paris, ornent le mur d'entrée du porche ;
- une Vierge Omnipotentia Supplex.

En juin 1999 une statue de bronze représentant l'Enfant Jésus s'offrant à son Père fut volée dans cette même église.[réf. nécessaire]

Bas-reliefs d'après Clément d'Astanières à l'église Saint-Nicolas de Capbreton
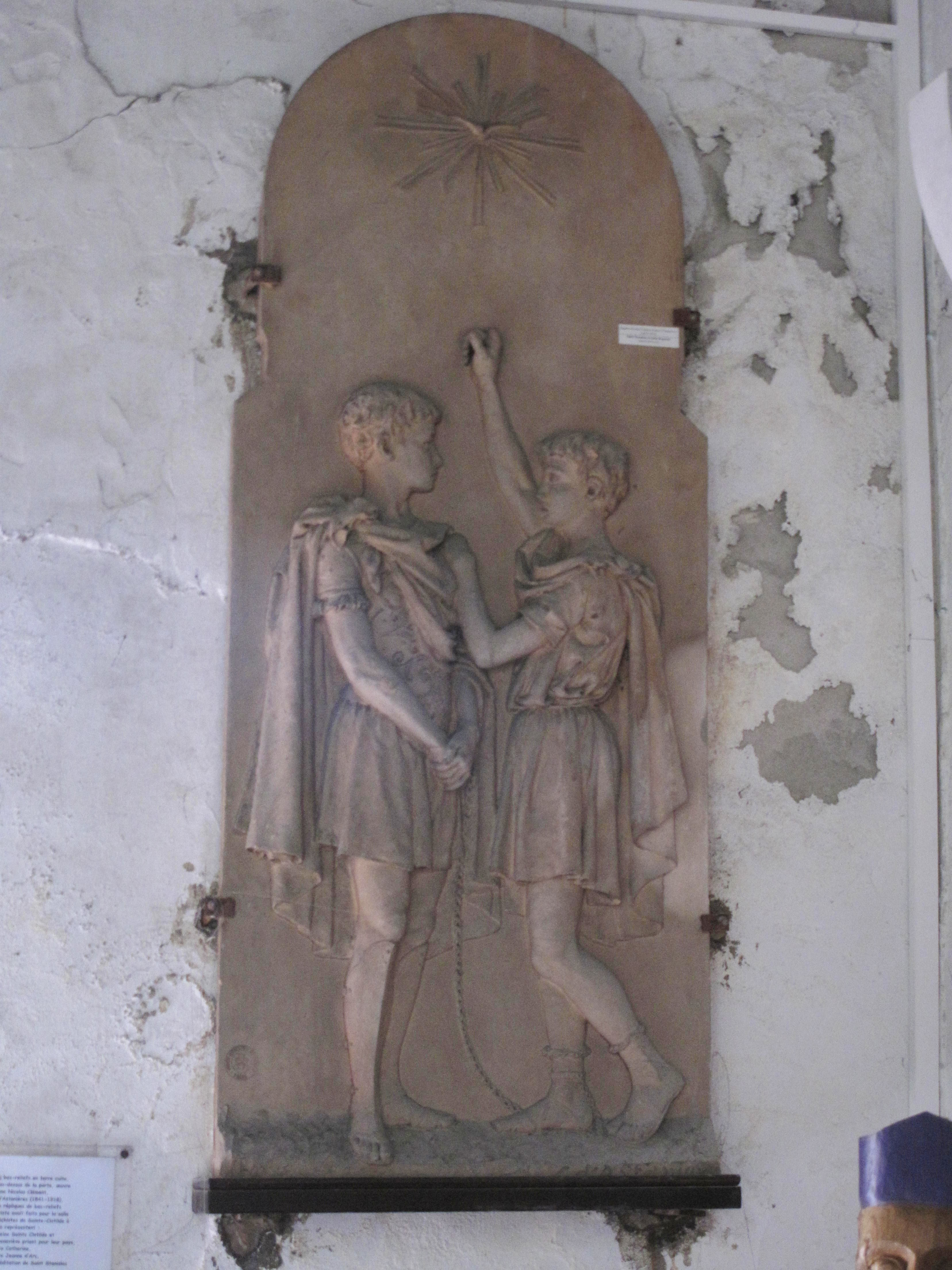
Saint Donatien convertissant saint Rogatien
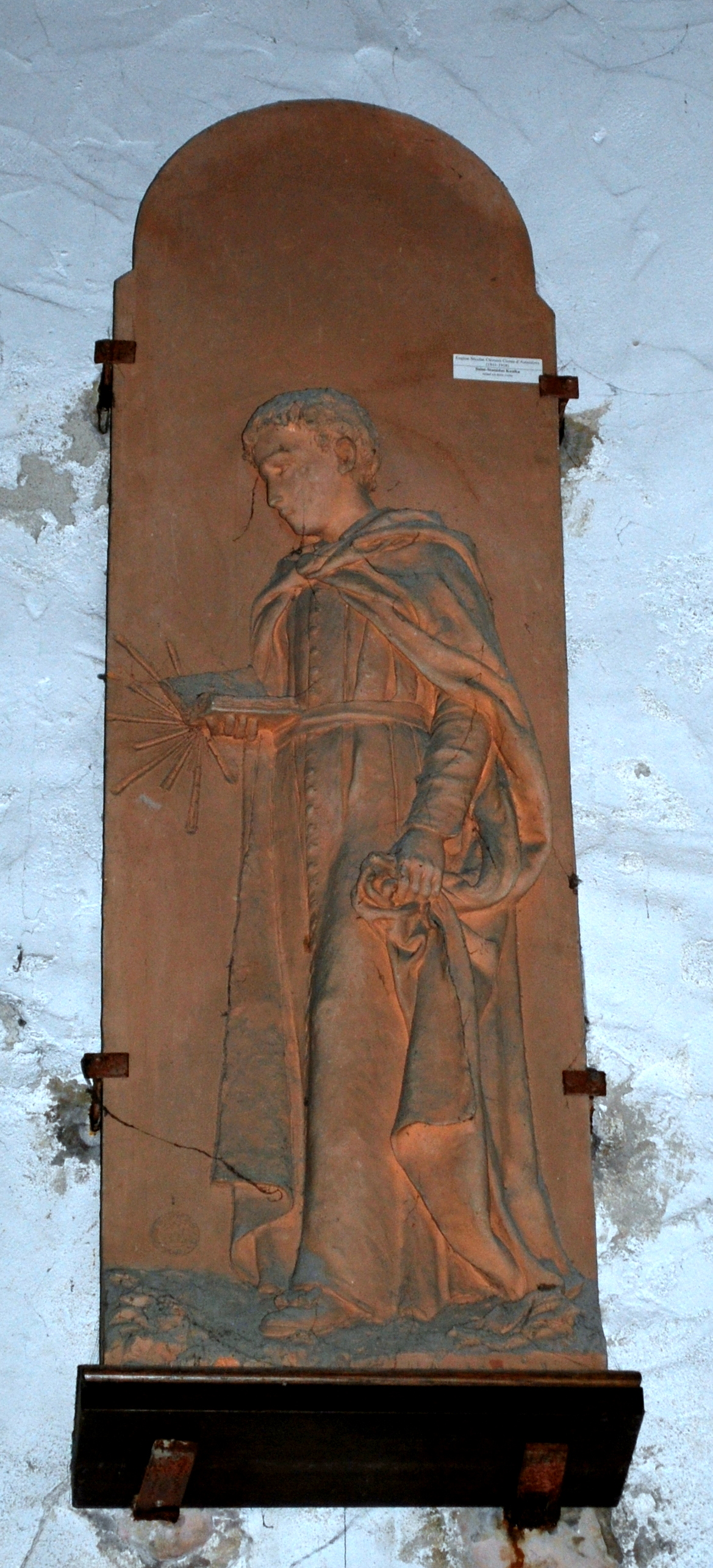
Saint Stanislas Kostka
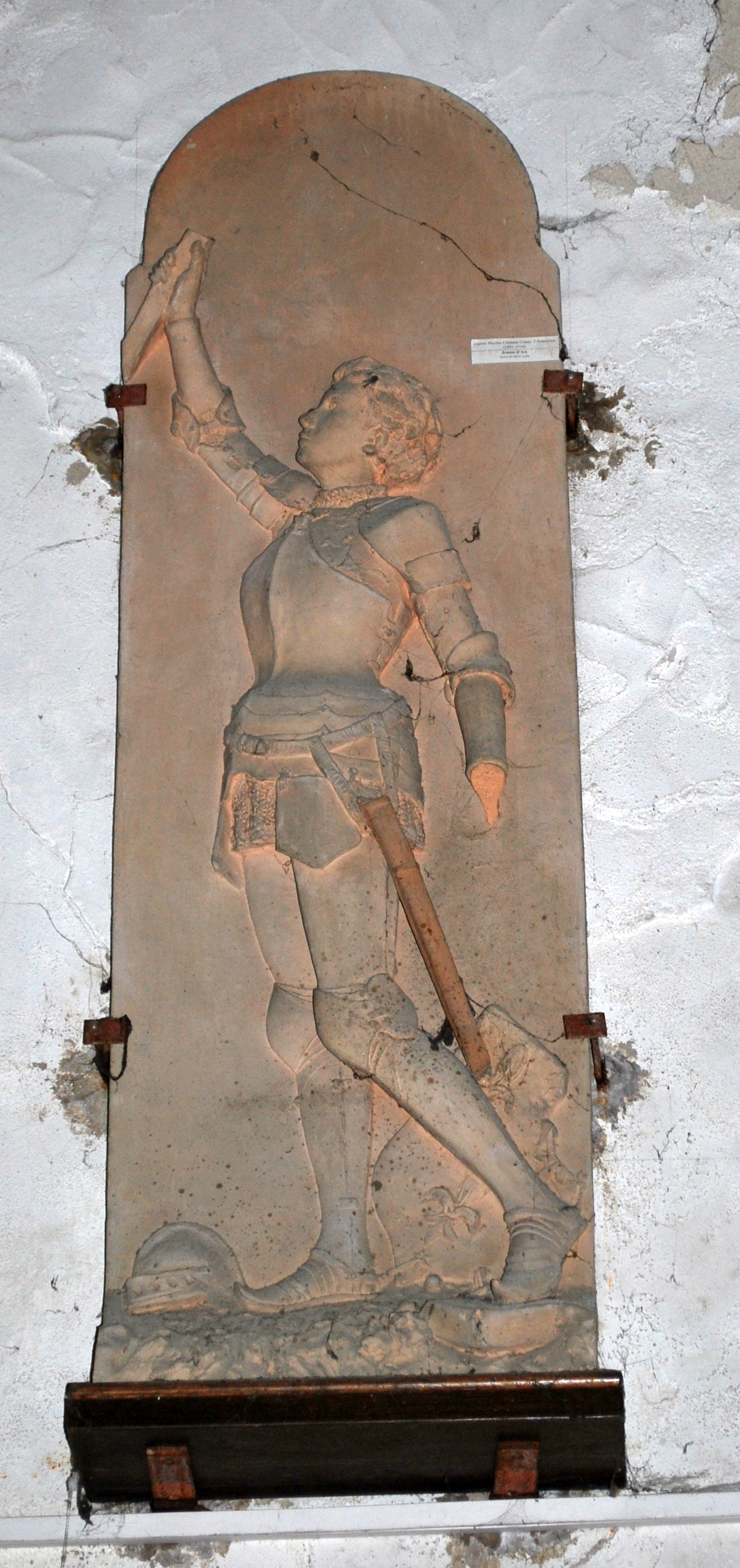
Jeanne d'Arc
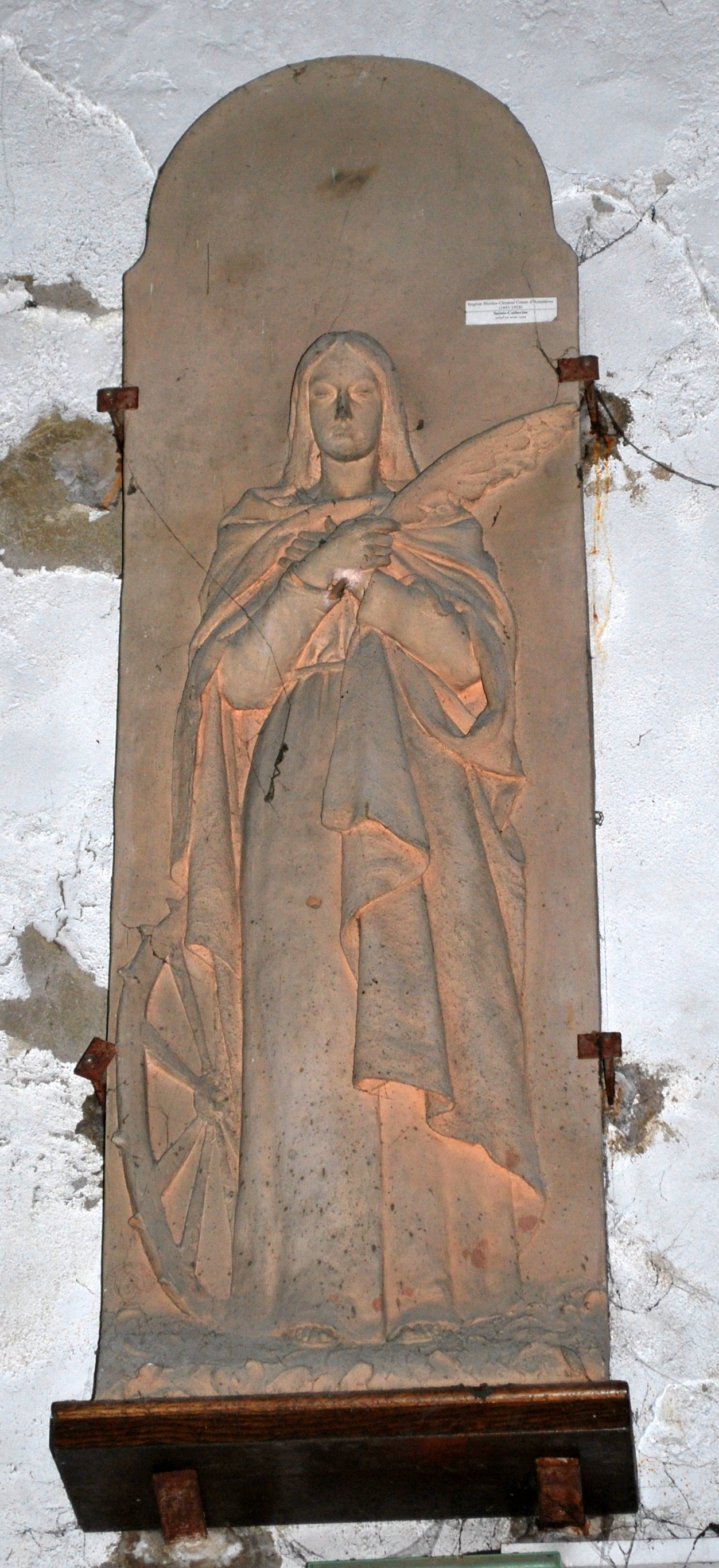
Sainte Catherine
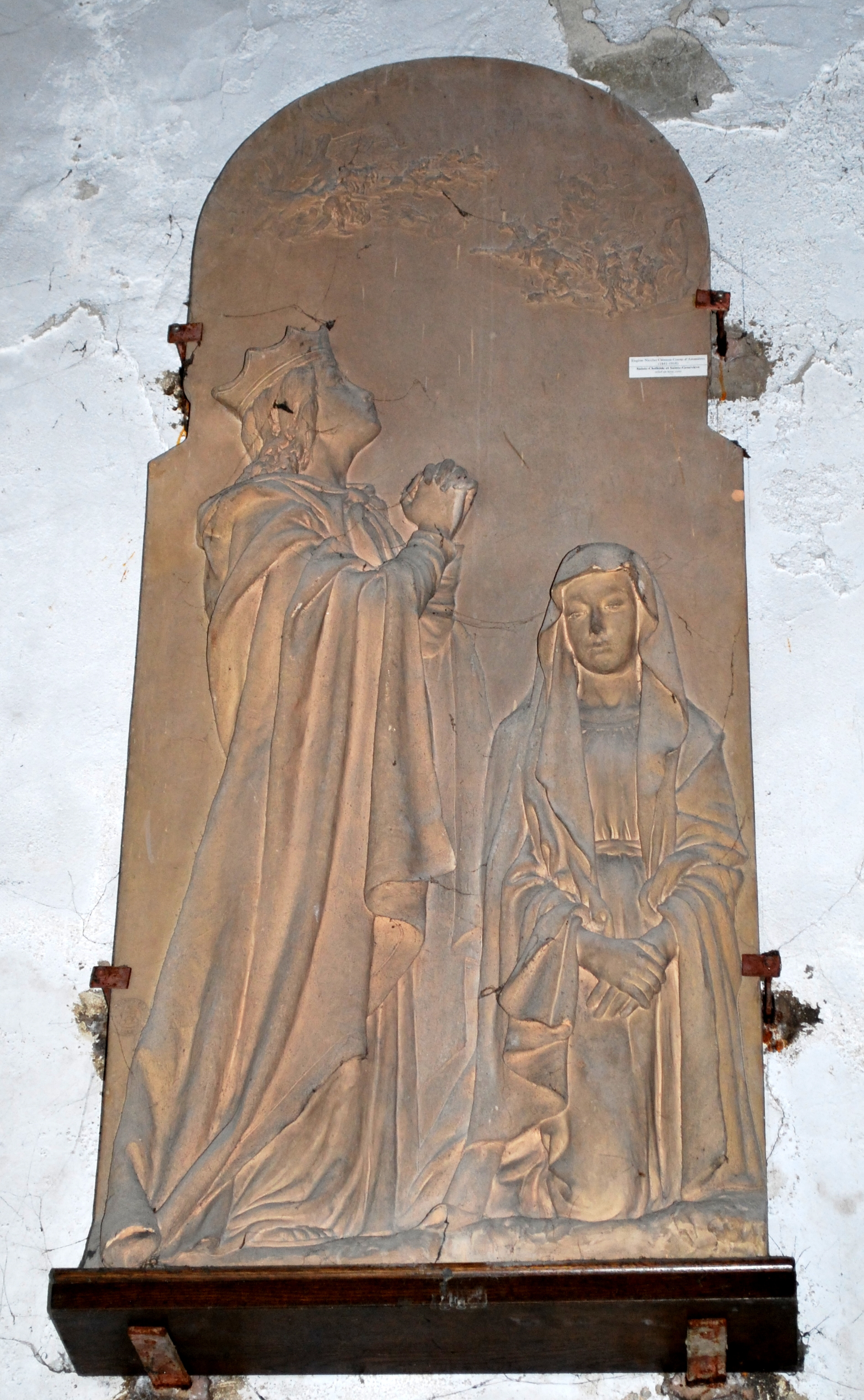
Sainte Clothilde et sainte Geneviève